# Matti Pohto
Matti Pohto (* 7. März 1817 in Isokyrö; † 30. Juli 1857 in Wiborg) war ein finnischer Büchersammler.

## Leben
Pohto hatte nie eine Schule besucht und war als Lumpensammler ohne festen Wohnsitz tätig. Bei seinen Wanderungen durch Finnland trug er eine 3000 Bände umfassende Büchersammlung zusammen. Er bewahrte die Bücher an mehreren Orten auf. In der Mitte der 1840er Jahre begann er Fredrik Wilhelm Pipping, den Oberbibliothekar der Universitätsbibliothek Helsinki, darin zu unterstützen eine neue Sammlung von Fennica, finnischen Büchern, aufzubauen, nachdem die Akademiebibliothek 1827 beim Brand von Turku zerstört worden war. Matti Pohto ergänzte fehlende Bücher durch Schenkungen an die Universität Helsinki aus seinem Bestand.
Während einer Lumpen- und Büchersammelreise wurde Pohto 1857 bei Wiborg ermordet. In seinem Testament vermachte er den größten Teil seiner Bücher der Universität. Seine Sammlung bildet den Grundstock der Sammlung alter Fennica der Universitätsbibliothek.